# روبرت يونغ (لاعب كرة قدم أمريكية)
روبرت يونغ (بالإنجليزية: Robert Young) هو لاعب كرة قدم أمريكية أمريكي، ولد في 29 يناير 1969 في جاكسون في الولايات المتحدة.

## وصلات خارجية
- روبرت يونغ على موقع مرجع كرة القدم المحترفة.كوم (الإنجليزية)